# راز تولد (مجموعه تلویزیونی)
راز تولد (کره‌ای: 출생의 비밀؛ انگلیسی: The Secret of Birth) یک مجموعه تلویزیونی کره جنوبی سال ۲۰۱۳ با بازی سونگ یو ری و یو جون سانگ است. این مجموعه از ۲۷ آوریل تا ۲۳ ژوئن ۲۰۱۳ روزهای شنبه و یکشنبه ساعت ۲۲:۰۰ (کی‌اس‌تی) از اس‌بی‌اس برای ۱۸ قسمت پخش شد.

## بازیگران
- سونگ یو ری در نقش جونگ یی هیون[۲]
  - کیم سو-هیون در نقش جوانی یی هیون
- یو جون سانگ در نقش هونگ گیونگ دو
- کال سو وون در نقش هونگ هه دوم
- لی جین در نقش لی سون یونگ[۳][۴]
  - لی هیانگ سوک در نقش جوانی سون یونگ
- کیم یونگ-کوانگ در نقش پارک سو چانگ
- کیم کپ سو در نقش چوی کوک